# Cleistocactus brookeae

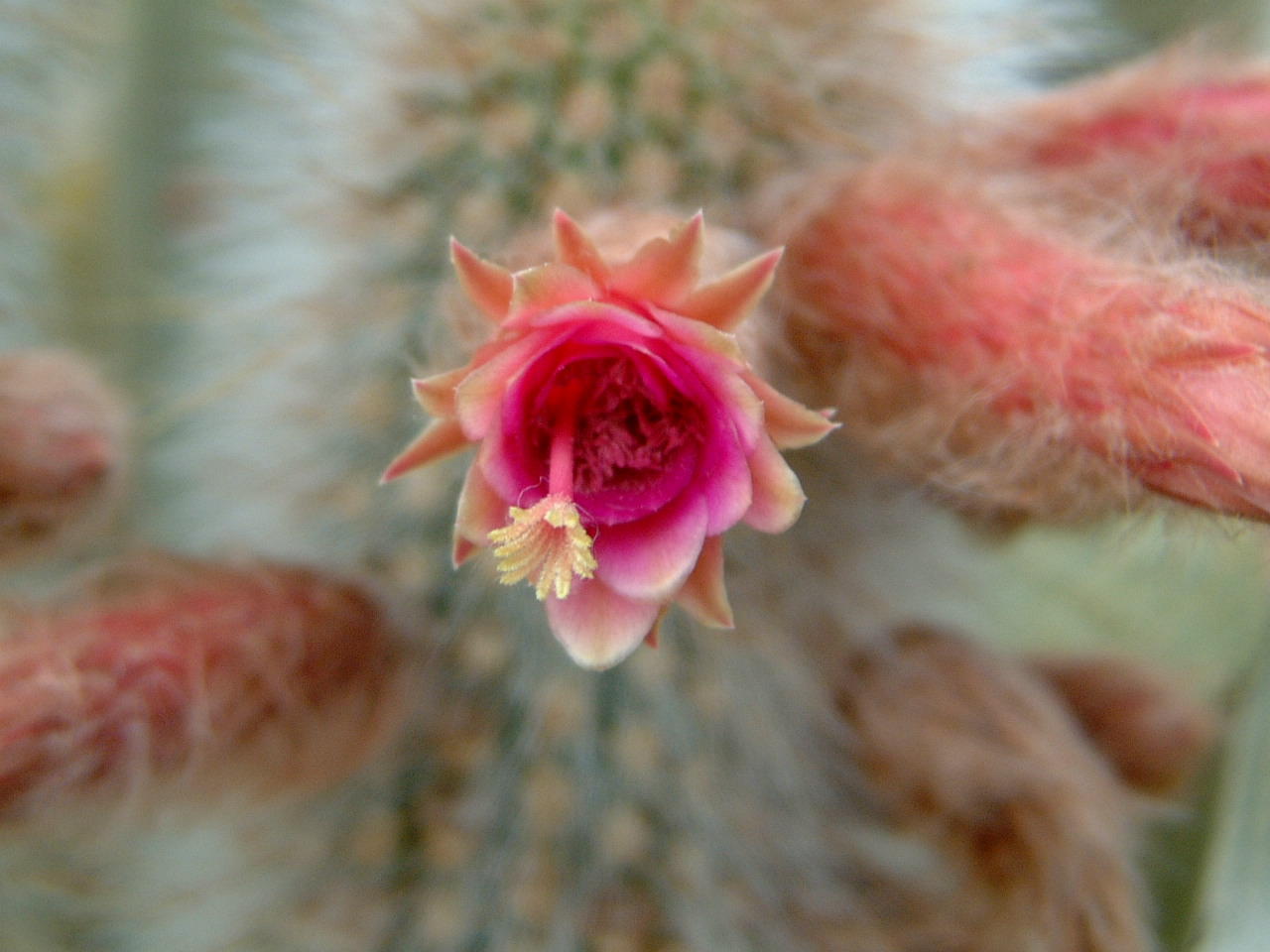
Blüte

Cleistocactus brookeae ist eine Pflanzenart in der Gattung Cleistocactus aus der Familie der Kakteengewächse (Cactaceae). Das Artepitheton brookeae ehrt die Pflanzensammlerin aus Bolivien Fräulein Winifred M. Brooke.

## Beschreibung
Cleistocactus brookeae wächst strauchig mit wenig verzweigten, aufrechten bis säulenförmigen Trieben von bis 50 Zentimetern Länge und Durchmessern von 3 bis 4,5 Zentimetern. Es sind 22 bis 25 Rippen vorhanden. Die darauf befindlichen Areolen stehen eng beieinander. Aus ihnen entspringen 25 bis 40 gräulich weiße oder etwas gelbliche, bis zu 1 Zentimeter lange Dornen, die sich nicht in Mittel- und Randdornen unterscheiden lassen.
Die roten bis orangefarbenen Blüten sind bis 5 Zentimeter lang und weisen Durchmesser von 8 Millimetern auf. Die Blüten sind über dem Pericarpell rechtwinklig S-förmig aufwärts gebogen und seitlich abgeflacht. Unmittelbar über dem Pericarpell sind sie außerdem etwas sackartig ausgebuchtet. Die Mündung ist schiefsaumig. Die purpurfarbenen Früchte erreichen Durchmesser von 8 bis 10 Millimetern.

## Verbreitung, Systematik und Gefährdung
Cleistocactus brookeae ist in den bolivianischen Departamentos Chuquisaca und Santa Cruz in Höhenlagen von 800 bis 1300 Metern verbreitet.
Die Erstbeschreibung erfolgte 1952 durch Martín Cárdenas.
Es werden folgende Unterarten unterschieden:
- Cleistocactus brookeae subsp. brookeae
- Cleistocactus brookeae subsp. vulpis-cauda (F.Ritter & Cullmann) Mottram

In der Roten Liste gefährdeter Arten der IUCN wird die Art als „Least Concern (LC)“, d. h. als nicht gefährdet geführt.

## Nachweise